# Jarim-Lim I

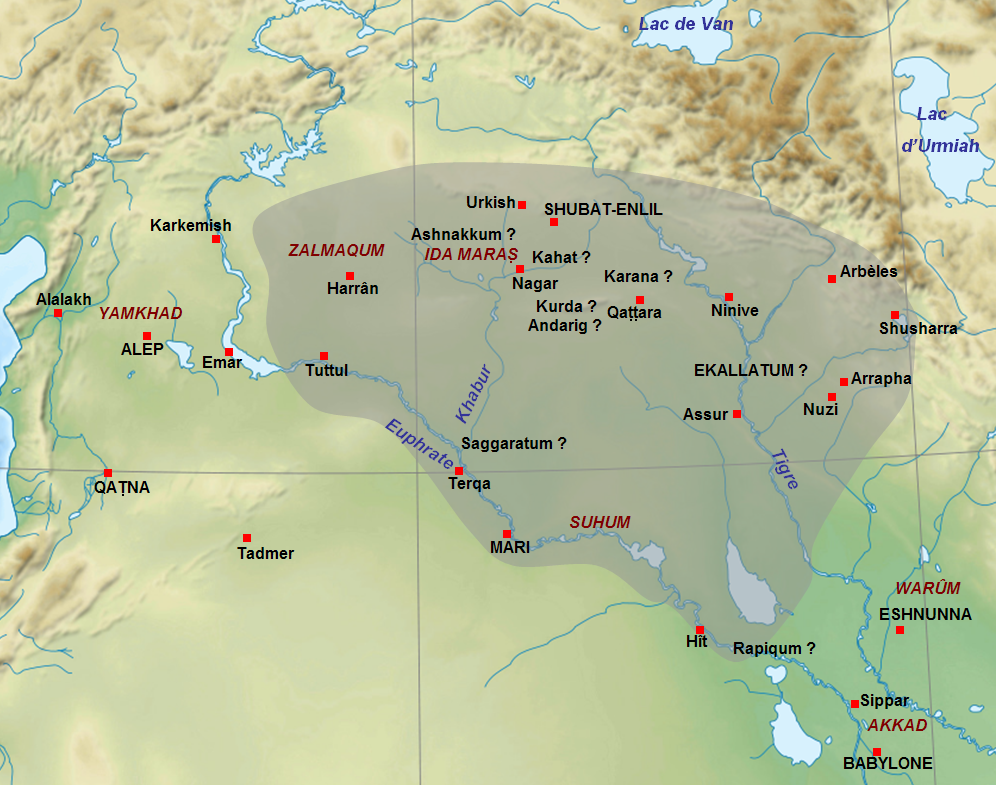
Mapa z zasięgiem terytorialnym królestwa Szamszi-Adada I (1814-1782 p.n.e.). Od zachodu jego państwo graniczy z Jamhadem.

Jarim-Lim I – amorycki król potężnego syryjskiego państwa Jamhad, syn i następca Sumu-epuha, panował w latach ok. 1781–1765 p.n.e. Współczesny Hammurabiemu z Babilonu, wymieniony w słynnym liście pochodzącym z archiwum w Mari:
„Nie ma króla, który by sam jeden był najsilniejszy. Dziesięciu lub piętnastu królów idzie za Hammurabim, panem Babilonu. Tyle samo idzie za Rim-Sinem, panem Larsy, tyle samo za Ibal-pi-Elem z Esznunny, tyle samo za Amut-pi-Elem z Qatny, a dwudziestu idzie za Jarim-Limem z Jamhadu”
Korzystał ekonomicznie z międzynarodowych szlaków handlowych przebiegających przez terytorium jego królestwa. Udzielił Zimri-Limowi z Mari azylu, gdy nad miastem jego kontrolę przejął asyryjski król Szamszi-Adad I (1814-1782 p.n.e.), a następnie dopomógł mu w odzyskaniu tego miasta i przejęciu tam tronu. Sojusz pomiędzy Jamhadem a Mari umocniło małżeństwo Zimri-Lima z Szibtu, córką Jarim-Lima I. Jarim-Lim I utrzymywał też przyjazne stosunki z Hammurabim z Babilonu, a także władcami mniejszych krolestw w Syrii. Z kolei relacje z Asyrią i Esznunną pozostały wrogie.